# Genovesa

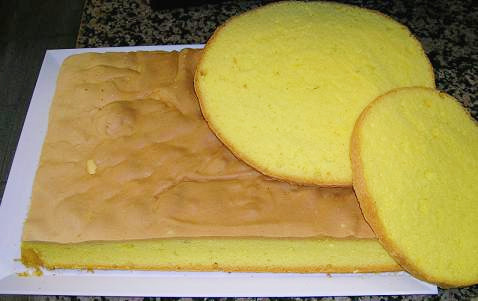
Genovesas cuadrada y redondas.

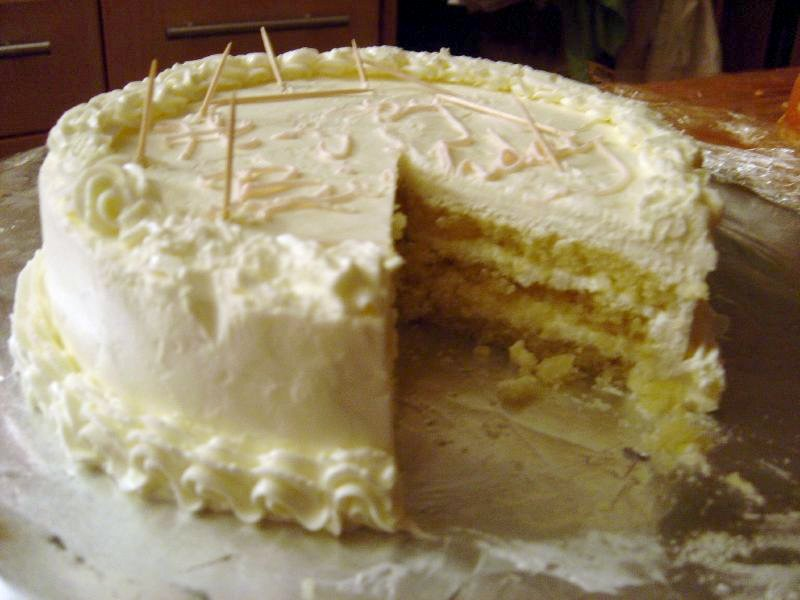
Tarta realizada con finas capas de genovesa empapada con sirope perfumado con Grand Marnier y con cobertura de crema de mantequilla.

Una genovesa es un bizcocho francés creado por François Massialot y bautizado en honor de la ciudad de Génova. No usa levadura química alguna, sino que emplea aire suspendido en la masa durante su elaboración para darle volumen. La genovesa no debe confundirse con el pain de Gênes, que es un pastel de almendra, pero se parece mucho en composición y uso básico con el pan di Spagna (‘pan de España’), otro bizcocho italiano.
Es un dulce que emplea huevos enteros, a diferencia de otros que baten las yemas y claras por separado. Los huevos, y a veces yemas adicionales, se baten con azúcar y se calientan al mismo tiempo al baño María o al fuego, hasta un estado conocido por los pasteleros como «punto cinta». La genovesa suele ser un pastel relativamente magro, procediendo la mayoría de su grasa de las yemas de huevo, pero algunas recetas añaden también mantequilla derretida antes del horneado.
La genovesa es un elemento básico de muchos dulces franceses y se emplea para elaborar varios tipos diferentes de tartas. La masa suele hornearse con forma de cuadrado fino. Un libro de recetas de 1884 da una receta simple para la genovesa: «Trabajar juntos vivamente en un cuenco media libra de harina, media de azúcar y cuatro huevos: tras cinco minutos de batir bien, añadir un cuarto de libra de mantequilla fundida. Engrasar una bandeja de horno cuadrada, untar la pasta sobre ella y hornear a fuego medio hasta que se dore.» Cuando termina el horneado la genovesa puede enrollarse mientras está caliente (para hacer brazos de gitano o troncos de Navidad) o cortarse y apilarse en varios pisos o forrar un molde para rellenarlo con un postre helado. Se emplean diversos rellenos, como gelatina, chocolate, fruta, crema pastelera y nata montada. La genovesa puede hornearse en tiras para hacer soletillas.
El dulce es notable por su textura elástica y algo seca, por lo que es frecuente mojarlo con jarabes aromatizados o licores, y a menudo se sirve recubierto de crema de mantequilla.
Puede hacerse una genovesa de chocolate sustituyendo parte de la harina por cacao en polvo, que a veces se emplea elaborar la tarta Sacher.